# Andreas Gathmann
Andreas Gathmann (* 9. April 1970 in Hannover) ist ein deutscher Mathematiker, der sich mit Algebraischer Geometrie befasst.

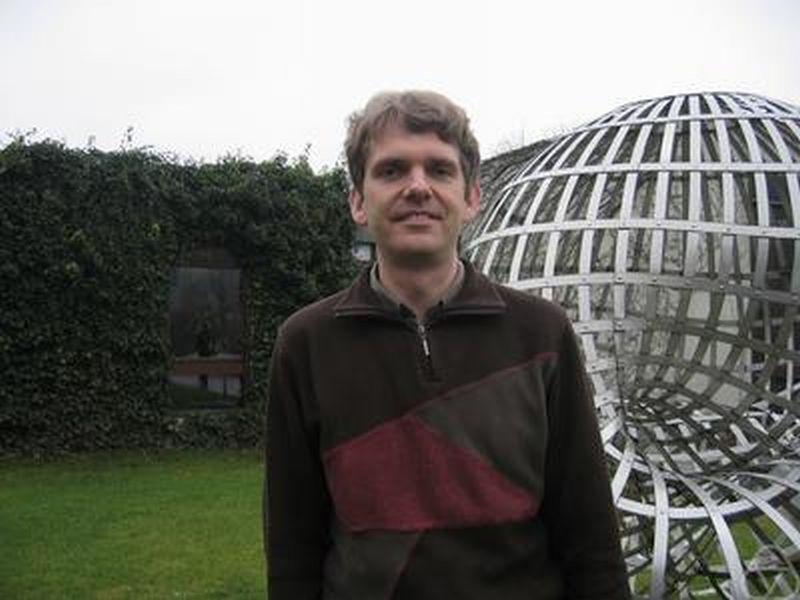
Andreas Gathmann, Oberwolfach 2007

Gathmann wurde 1998 an der Leibniz-Universität Hannover bei Klaus Hulek promoviert (Gromov-Witten- and degeneration invariants: computation and enumerative significance) Er war an der Harvard University und am Institute for Advanced Study (2001/2) und war Professor an der TU Kaiserslautern, an der er sich 2003 habilitierte (Gromov-Witten Invariants of Hypersurfaces). Er ist Professor in der AG Algebra, Geometrie und Computeralgebra an der Rheinland-Pfälzischen Technischen Universität in Kaiserslautern (Nachfolger der TU Kaiserslautern).
Er befasst sich mit komplexer algebraischer Geometrie, enumerativer algebraischer Geometrie (Gromov-Witten-Theorie) und tropischer algebraischer Geometrie, einem Teilgebiet der algebraischen Geometrie mit engen Verbindungen zur Kombinatorik.
Zu seinen Doktoranden zählt Hannah Markwig.

## Schriften
- Tropical Algebraic Geometry, Jahresbericht DMV, Band 108, 2006, S. 3–32, Arxiv